# Great Easton
Great Easton är en by och en civil parish i Uttlesford i Storbritannien. Den ligger i grevskapet Essex och riksdelen England, i den sydöstra delen av landet, 50 km nordost om huvudstaden London. Det inkluderar Millend Green och Duton Hill. Orten har 797 invånare (2001). Den har en kyrka.